# انتخابات الرئاسة النمساوية 1980
انتخابات الرئاسة النمساوية 1980 هي الانتخابات الرئاسية التي جرت في 18 مايو 1980، لانتخاب رئيس النمسا، فاز بالانتخابات رودولف كيرخشليغر.

## المرشحين
| المرشح           | الحزب | عدد الأصوات |
| ---------------- | ----- | ----------- |
| رودولف كيرخشليغر |       |             |
|                  |       |             |
|                  |       |             |